# Magnus Persson Atlevi
Magnus Persson Atlevi (Klippan, 7 maart 1965) is een Zweeds voormalig golfer. 

## Biografie
In 1982 haalde de 17-jarige Magnus zijn Tourkaart op de Tourschool als jongste speler ooit. Hij speelde van 1983 tot 1991 op de Europese PGA Tour. Hij was 2 keer runner-up op toernooien op deze tour. In 1990 eindigde Persson op de 30e plaats op de Order of Merit van de Europese PGA Tour. 
Daarnaast speelde hij vaak op de Telia Tour en de Challenge Tour waar Persson ook enkele overwinningen kon behalen. In 2016 en 2018 behaalde hij ook twee overwinningen op de Europese Senior Tour.

### Overwinningen
| Jaar | Toernooi                                | Tour                 |
| ---- | --------------------------------------- | -------------------- |
| 1983 | Gevalia Open                            | -                    |
| 1984 | Kvällsposten Masters                    | -                    |
| 1986 | PGA Club Sweden Open                    | Telia Tour           |
| 1986 | Owell Open                              | Telia Tour           |
| 1988 | Europcar Cup                            | -                    |
| 1992 | Perrier European Pro-Am                 | Challenge Tour       |
| 1993 | Torneo Istantilla Golf                  | Challenge Tour       |
| 1998 | Is Molas Challenge                      | Challenge Tour       |
| 2008 | Visma Masters                           | Ecco Tour            |
| 2009 | Svalöv Open                             | Zweedse Mini-Tour    |
| 2010 | PEAB PGA Open                           | Nordea Tour          |
| 2011 | Guldpokalen                             | Zweedse Mini-Tour    |
| 2013 | Swedish PGA Club Pro Championship       | -                    |
| 2016 | Paris Legends Championship              | Europese Senior Tour |
| 2018 | European Tour Properties Senior Classic | Europese Senior Tour |

### Teamdeelnames
- Hennessy Cognac Cup: 1984
- Alfred Dunhill Cup: 1988, 1989, 1990
- World Cup: 1983, 1984, 1990
- Europcar Cup: 1988

### Resultaten op deMajors
| Major                 | 1982 | 1983 | 1984 | 1985 | 1986 | 1987 | 1988 | 1989 | 1990 | 1991 | 1992 | 1993 | 1994 | 1995 | 1996 | 1997 | 1998 | 1999 | 2000 | 2001 | 2002 | 2003 | 2004 | 2005 | 2006 | 2007 | 2008 | 2009 | 2010 | 2011 | 2012 | 2013 | 2014 | 2015 | 2016 | 2017 | 2018 | 2019 | 2020 |
| --------------------- | ---- | ---- | ---- | ---- | ---- | ---- | ---- | ---- | ---- | ---- | ---- | ---- | ---- | ---- | ---- | ---- | ---- | ---- | ---- | ---- | ---- | ---- | ---- | ---- | ---- | ---- | ---- | ---- | ---- | ---- | ---- | ---- | ---- | ---- | ---- | ---- | ---- | ---- | ---- |
| The Open Championship | CUT  | CUT  | CUT  | T39  |      | CUT  | CUT  |      |      | T101 |      |      |      |      |      |      |      |      |      |      | CUT  |      |      |      |      |      |      |      |      |      |      |      |      |      |      |      |      |      |      |

CUT = miste de cut halverwege